# Język tarangan zachodni
Język tarangan zachodni – język austronezyjski używany w prowincji Moluki w Indonezji, na wyspie Tarangan (Trangan) w grupie wysp Aru. Według danych z 2011 roku posługuje się nim blisko 8 tys. osób. Ma największą społeczność użytkowników spośród języków aru.
Według danych z lat 80. XX w. jego użytkownicy zamieszkują 20 wsi w zachodniej części wyspy Tarangan. Dzieli się na dwie grupy dialektalne: południowo-zachodnią i północno-centralną. W publikacji Atlas bahasa tanah Maluku (1996) wyróżniono cztery dialekty: bel i komkei oraz manamar i got.
Jest odrębny od języka tarangan wschodniego, choć czasami w literaturze mowa o jednym języku tarangan (trangan). Nie jest jasne, czy sam tarangan zachodni powinien być klasyfikowany jako jeden język; między dwoma głównymi grupami dialektalnymi stwierdzono bowiem ograniczony poziom wzajemnej zrozumiałości.
W powszechnym użyciu jest także malajski amboński (zwłaszcza dialekt dobo), a większość osób zna również język indonezyjski. Wiele użytkowników tego języka zamieszkuje miasta Ambon i Dobo.
Według informacji z lat 90. XX w. tarangan zachodni pozostaje preferowanym środkiem komunikacji w sferach życia codziennego (w domu i na poziomie lokalnej społeczności). Bywa wykorzystywany w nieformalnych wypowiedziach pisanych. W większości domen (z wyłączeniem sfery tradycyjnej i obrzędowej) rodzimy język konkuruje z odmianami malajskiego.
Historycznie zakorzenił się jako lingua franca wysp Aru. Wśród użytkowników tarangan wschodniego wciąż funkcjonuje jako język drugi.
Badania nad tym językiem prowadził R.J. Nivens w latach 80. i 90. XX w. Tarangan zachodni jest zapisywany alfabetem łacińskim, przy użyciu wzorców ortografii malajskiej.